# 龙泉镇 (东乡族自治县)
龙泉镇，是中华人民共和国甘肃省临夏回族自治州东乡族自治县下辖的一个乡镇级行政单位。

## 行政区划
龙泉乡下辖以下地区：
老庄村、天桥村、卧妥村、杨家村、马场村、那楞沟村、北庄湾村、何汪村、荒山村、拱北湾村、苏黑村、大岭村、周杨村、中岭村和坪庄村。